# تروفيو بولينسا-أندراتكس 2020
تروفيو بولينسا-أندراتكس 2020 (بالإسبانية: Trofeo Pollença-Andratx 2020)‏ هو سباق دراجات هوائية، وهو الموسم رقم 29 من السباق، وأقيم في 1 فبراير 2020، وامتدّ لمسافة 168.9 كيلومتر، وهو أحد سباقات طواف أوروبا للدراجات 2020، وهو من نوع سباق يوم واحد، وقد شارك في السباق 159 متسابقاً.
فاز فيه بالمركز الأول مارك سولير، وبالمركز الثاني غريغور مولبرغر، وبالمركز الثالث دافيد فييلا.

## الفرق
| فرق عالمية (5)- Bora-Hansgrohe - Lotto Soudal - Movistar Team - Israel Start-Up Nation - Trek-Segafredo فرق برو (9)- Bardiani CSF Faizanè - برجس بي إتش 2020 ‏ - كاجا رورال-سيغوروس 2020 ‏ - أوسكالتيل أوسكادي ‏ - Arkéa-Samsic - غازبروم روسفيلو ‏ - سبورت فلاندرين بالويس 2020 ‏ - Circus-Wanty Gobert - ويلير تريستينا-سيل إيطاليا 2020 ‏ فرق قارية (8)- إيولو كوميت ‏ - كانيون ايسبرج ‏ - Sauerland NRW-SKS Germany ‏ - جيوس كيوي أتلانتيكو 2020 ‏ - كيرن فارما 2020 ‏ - Team Work Service Romagnano‏ - سويس ريسينغ أكادمي 2020 ‏ - مايو سي سي إن برو سايكلنج ‏ فريق وطني- فريق سويسرا لركوب الدراجات 2020 ‏ |  |
| |  |

## التصنيف العام النهائي
| التصنيف العام         | التصنيف العام      | التصنيف العام | التصنيف العام       | التصنيف العام |
| العداء                | العداء             | البلد         | الفريق              | الوقت         |
| --------------------- | ------------------ | ------------- | ------------------- | ------------- |
| 1                     | مارك سولير         | إسبانيا       | موفيستار            |               |
| 2                     | غريغور مولبرغر     | النمسا        | بورا هانسغروه       |               |
| 3                     | دافيد فييلا        | إيطاليا       | موفيستار            |               |
| 4                     | لينارد كامنا       | ألمانيا       | بورا هانسغروه       |               |
| 5                     | دييغو روزا         | إيطاليا       | اركيا سامسيك        |               |
| 6                     | توماسز ماركزينسكي  | بولندا        | لوتو سودال          |               |
| 7                     | روبين فرنانديز     | إسبانيا       | Fundación-Orbea     |               |
| 8                     | لويك فليجن         | بلجيكا        | Circus-Wanty Gobert |               |
| 9                     | إيمانويل بوتشمان   | ألمانيا       | بورا هانسغروه       |               |
| 10                    | أليخاندرو بالبيردي | إسبانيا       | موفيستار            |               |
| مصدر: ProCyclingStats |                    |               |                     |               |

## وصلات خارجية
- الموقع الرسمي
- لمحة عن سباق تروفيو بولينسا-أندراتكس 2020 على موقع  ProCyclingStats   (برو  سايكلنج  ستاتس) - إحصاءات  محترفي  الدراجات.
- تروفيو بولينسا-أندراتكس 2020 على موقع إحصائيات الدراجات الإحترافية (الإنجليزية)